# Mulay Sulayman

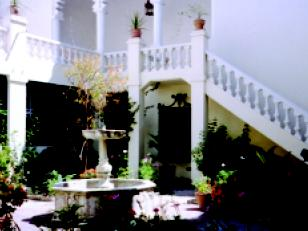
Cortile della legazione americana di Tangeri, il primo ufficio diplomatico statunitense al mondo.

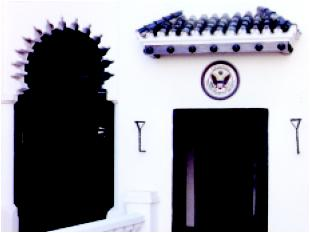
Entrata della legazione americana di Tangeri, il primo ufficio diplomatico statunitense al mondo.

Mulay Sulaymān (Tafilalt, 28 giugno 1760 – Marrakesh, 28 novembre 1822) è stato un sultano marocchino della dinastia alawide dal 1792 al 1822.

## Biografia
È stato uno dei cinque figli del sultano Mohammed ben Abdallah, che combatterono una guerra civile tra di loro per impadronirsi del regno paterno. Sulaymān riuscì a salire al trono nel 1792, dopo la morte del fratello al Yazid.
Il suo regno fu agitato dagli antagonismi che esistevano tra le varie tribù berbere del regno, che egli non riuscirà mai completamente a placare. A Marrakech fece costruire la moschea Ali Ben Youssef.
Sulaymān continuò l'opera di centralizzazione e di espansione del regno incominciata dal padre. Pose fine all'attività corsara che da secoli era una delle principali attività delle città costiere del regno e che erano state causa di attriti e di veri e propri scontri armati con Spagna e Portogallo. Il commercio con l'Europa ne risentì negativamente ma Mulay Sulaymān continuò l'opera di avvicinamento agli Stati Uniti avviata dal padre, tanto che a Tangeri sarà aperto il primo ufficio diplomatico statunitense del mondo.
| Controllo di autorità | VIAF (EN) 71243659 · ISNI (EN) 0000 0000 4746 8090 · LCCN (EN) nr91007262 · J9U (EN, HE) 987007337272005171 |